# Howard Hawks
Howard Winchester Hawks (30 de maio de 1896 – 26 de dezembro de 1977) foi um diretor de cinema, produtor e roteirista americano da era clássica de Hollywood. Conhecido por sua versatilidade, Hawks explorou muitos gêneros, como comédias, dramas, thriller policial, ficção científica, noir, filmes de guerra e faroestes. Seus filmes mais populares incluem Scarface (1932), Bringing Up Baby (1938), Only Angels Have Wings (1939), His Girl Friday (1940), To Have and Have Not (1944), À Beira do Abismo (1946), Rio Vermelho (1948), The Thing from Another World (1951), Os Homens Preferem as Loiras (1953) e Rio Bravo (1959). Suas frequentes interpretações de personagens femininas fortes e de fala dura definiram a "mulher hawksiana".
Seu trabalho influenciou diretores como Martin Scorsese, Peter Bogdanovich, Robert Altman, John Carpenter, Clint Eastwood, Rainer Werner Fassbinder, Quentin Tarantino e Michael Mann. A Entertainment Weekly colocou Hawks em quarto lugar em sua lista dos maiores diretores, escrevendo: "Suas características são mais temáticas do que visuais: homens que aderem a um código discreto de masculinidade; mulheres que gostam de puxar o tapete debaixo dos pés desses homens; uma desconfiança da pompa; um amor pela sagacidade astuta e provocadora. No entanto, há a facilidade do cineasta completo em seus faroestes, dramas, musicais, filmes de detetive e comédias extremamente confiantes. Não é de se admirar que os franceses o adoraram: sua profundidade casual era a melhor propaganda do estúdio para si mesmo". Jean-Luc Godard o chamou de "o maior de todos os artistas americanos". O crítico Leonard Maltin o classificou de "o maior diretor americano que não é um nome familiar" enquanto Roger Ebert escreveu: "um dos maiores diretores americanos de filmes puros e um herói dos críticos de auteur porque ele encontrou seus próprios valores lacônicos em tantos tipos diferentes de material de gênero".

## Início de vida
Howard Winchester Hawks nasceu em Goshen, Indiana. Ele era o primogênito de Frank Winchester Hawks (1865–1950), um rico fabricante de papel, e sua esposa, Helen Brown (nascida Howard; 1872–1952), filha de um rico industrial. A ascendência de Hawks, por parte de pai, era de pioneiros americanos.e seu ancestral John Hawks emigrou da Inglaterra para Massachusetts em 1630. A família acabou se estabelecendo em Goshen e, na década de 1890, era uma das famílias mais ricas do Centro-Oeste principalmente devido à altamente lucrativa Goshen Milling Company.
O avô materno de Hawks, CW Howard (1845–1916), estabeleceu-se em Neenah em 1862 aos 17 anos de idade. Depois de 15 anos, ele fez fortuna na fábrica de papel da cidade e em outros empreendimentos industriais. Frank Hawks e Helen Howard se conheceram no início da década de 1890 e se casaram em 1895. Howard Hawks era o mais velho de cinco filhos, e seu nascimento foi seguido por Kenneth Neil Hawks (12 de agosto de 1898 – 2 de janeiro de 1930), William Bellinger Hawks (29 de janeiro de 1901 – 10 de janeiro de 1969), Grace Louise Hawks (17 de outubro de 1903 – 23 de dezembro de 1927) e Helen Bernice Hawks (1906 – 4 de maio de 1911). Em 1898, a família voltou para Neenah, onde Frank Hawks começou a trabalhar na Howard Paper Company de seu sogro.
Entre 1906 e 1909, a família Hawks começou a passar mais tempo em Pasadena durante os invernos frios de Wisconsin, a fim de melhorar a saúde debilitada de Helen Hawks. Gradualmente, eles começaram a passar apenas os verões em Wisconsin antes de se mudarem definitivamente para Pasadena em 1910. Eles se estabeleceram em uma casa na mesma rua do Instituto de Tecnologia da Califórnia e os filhos começaram a frequentar a Escola Politécnica Elementar da escola em 1907. Hawks era um aluno mediano e não se destacava nos esportes, mas em 1910 passou a frequentar as corridas de rolimã. Em 1911, a irmã mais nova dele, Helen, morreu repentinamente de intoxicação alimentar. De 1910 a 1912, Hawks frequentou a Pasadena High School. Em 1912, a família dele mudou-se para a cidade vizinha Glendora, onde Frank Hawks possuía laranjais. Hawks concluiu o primeiro ano do ensino médio na Citrus Union High School em Glendora. Durante esse tempo, trabalhou de velejador.
Ele foi enviado para a Phillips Exeter Academy em New Hampshire de 1913 a 1914; a riqueza de sua família pode ter influenciado sua aceitação na escola particular de elite. Mesmo tendo 17 anos, foi admitido como um aluno da classe média baixa, o equivalente a um aluno do segundo ano. Enquanto estava na Nova Inglaterra, Hawks frequentemente frequentava os teatros de Boston. Em 1914, retornou a Glendora e se formou na Pasadena High School naquele ano. Habilidoso no tênis aos 18 anos venceu o Campeonato de Tênis Júnior dos Estados Unidos. Naquele mesmo ano, Hawks foi aceito na Universidade Cornell em Ithaca, Nova York onde se formou em engenharia mecânica e era membro da Delta Kappa Epsilon. Seu amigo de faculdade Ray S. Ashbury se lembrava dele passando mais tempo jogando dados e bebendo álcool do que estudando, embora Hawks também fosse conhecido por ser um leitor voraz de romances populares americanos e ingleses na faculdade.
Enquanto trabalhava na indústria cinematográfica durante suas férias de verão de 1916, Hawks fez uma tentativa malsucedida de se transferir para a Universidade Stanford. Ele retornou a Cornell em setembro daquele ano, saindo em abril de 1917 para se juntar ao Exército quando os Estados Unidos entraram na Primeira Guerra Mundial serviu como tenente na Seção de Aviação do Signal Corps do país. Durante a Primeira Guerra Mundial, ele ensinou pilotos a voar de avião, e essas experiências influenciaram futuros filmes de aviação como The Dawn Patrol (1930). Como muitos estudantes universitários que se juntaram às forças armadas durante a guerra, ele recebeu um diploma à revelia em 1918. Antes de Hawks ser chamado para o serviço ativo, retornou a Hollywood e, no final de abril de 1917 estava trabalhando em um filme de Cecil B. DeMille.

## Carreira

### Primeiras produções (1916–1925)
O interesse e a paixão de Howard Hawks pela aviação o levaram a muitas experiências e conhecer pessoas importantes. Em 1916, Hawks encontrou-se com Victor Fleming, um diretor de fotografia de Hollywood que havia sido mecânico de automóveis e um dos primeiros aviadores. Ele começou a correr e a trabalhar em um carro de corrida Mercer — comprado para ele por seu avô C. W. Howard — durante suas férias de verão de 1916 na Califórnia. Ele supostamente conheceu Fleming quando os dois homens correram em uma pista de terra e causaram um acidente. Este encontro levou ao primeiro emprego de Hawks na indústria cinematográfica como garoto-propaganda no filme de Douglas Fairbanks In Again, Out Again (no qual Fleming foi contratado como diretor de fotografia) para Famous Players–Lasky. De acordo com Hawks, um novo cenário precisava ser construído rapidamente quando o cenógrafo do estúdio não estava disponível, então Hawks se ofereceu para fazer o trabalho sozinho, gerando grande satisfação em Fairbanks. Ele foi então empregado como garoto-propaganda e assistente geral em um longa-metragem não especificado dirigido por Cecil B. DeMille. (Hawks nunca revelou qual seria o nome do filme em entrevistas posteriores, e DeMille fez cerca de cinco produções naquele período). No final de abril de 1917, Hawks estava na equipe de produção de The Little American dirigido por Cecil B. DeMille. Em seguida, participou de The Little Princess do diretor Marshall Neilan e estrelado por Mary Pickford. De acordo com o diretor, Neilan não apareceu para trabalhar um dia, então Hawks se ofereceu para dirigir uma cena ele mesmo, com a qual Pickford consentiu.
Hawks voltou a trabalhar com Pickford e Neilan novamente em Amarilly of Clothes-Line Alley antes de se juntar ao Serviço Aéreo do Exército dos Estados Unidos. Os registros militares dele foram destruídos no Incêndio do Arquivo Militar de 1973, então as únicas informações disponíveis de seus relatos no exército é através de suas palavras. Segundo ele, passou 15 semanas em treinamento básico na Universidade da Califórnia em Berkeley onde foi treinado para ser um comandante de esquadrão no Serviço Aéreo. Quando Pickford visitou Hawks no treinamento básico, seus oficiais superiores ficaram tão impressionados com a aparência da celebridade que o promoveram a instrutor de voo e o enviaram ao Texas para ensinar novos recrutas. Entediado com esta profissão, tentou então garantir uma transferência durante o primeiro semestre de 1918 e acabou sendo enviado para Fort Monroe. O Armistício foi assinado em novembro daquele ano, e Hawks foi dispensado como segundo-tenente sem ter visto o serviço ativo.
Após a guerra, Hawks estava ansioso para retornar a Hollywood. Seu irmão Kenneth Hawks, que também havia servido no Serviço Aéreo, formou-se em Yale em 1919, e os dois se mudaram para Hollywood juntos para seguir carreira. Rapidamente fizeram amizade com Allan Dwan, um insider da região. O diretor conseguiu seu primeiro emprego importante quando usou a riqueza de sua família para emprestar dinheiro ao chefe do estúdio, Jack L. Warner. Warner rapidamente pagou o empréstimo e o contratou como produtor para "supervisionar" a produção de uma nova série de curta-metragens cômicos estreladas pelo comediante italiano Monty Banks. O cineasta declarou posteriormente que dirigiu pessoalmente "três ou quatro" produções, embora não exista documentação que confirme essa afirmação. Os curtas eram lucrativos, mas Hawks logo saiu para formar sua própria produtora, usando a riqueza e as conexões de sua família para garantir financiamento. A produtora Associated Producers era uma joint venture entre Hawks, Allan Dwan, Marshall Neilan e o diretor Allen Holubar com um acordo de distribuição com a First National. A empresa fez 14 longa-metragens entre 1920 e 1923, com oito dirigidos por Neilan, três por Dwan e outras três produções de Holubar. Mais um "clube de meninos" do que uma produtora, os quatro homens gradualmente se distanciaram e seguiram caminhos separados em 1923, época em que o cineasta decidiu que queria dirigir em vez de produzir.
No início de 1920, Hawks morou em casas alugadas em Hollywood com o grupo de amigos que estava acumulando. Este grupo incluía seu irmão Kenneth Hawks, Victor Fleming, Jack Conway, Harold Rosson, Richard Rosson, Arthur Rosson e Eddie Sutherland. Durante esse tempo, o diretor conheceu Irving Thalberg, o vice-presidente encarregado da produção da Metro-Goldwyn-Mayer e admirou sua inteligência e senso de história. Hawks também se tornou amigo de aviadores pioneiros no Aeroporto Rogers em Los Angeles, conhecendo homens como Moye Stephens.
Em 1923, o presidente da Famous Players–Lasky, Jesse Lasky, estava procurando um novo editor de produção para o departamento de histórias de seu estúdio, e Thalberg sugeriu Hawks. O jovem diretor aceitou e foi imediatamente encarregado de mais de 40 produções, incluindo várias aquisições literárias de histórias de Joseph Conrad, Jack London e Zane Grey. Hawks trabalhou nos roteiros de todos os filmes produzidos, mas teve seu primeiro crédito oficial de roteiro em 1924, em Tiger Love. Hawks foi o editor de histórias da Famous Players (mais tarde Paramount Pictures) por quase dois anos, ocasionalmente editando filmes como Heritage of the Desert (1924). Hawks assinou um novo contrato de um ano com a Famous-Players no outono de 1924. Ele quebrou seu contrato para se tornar editor de histórias de Thalberg na MGM, tendo garantido a promessa de Thalberg de torná-lo diretor em um ano. Em 1925, quando o chefe de estúdio hesitou em cumprir sua promessa, o cineasta quebrou seu contrato na MGM e saiu.

### Filmes mudos (1925–1929)
Em outubro de 1925, Sol Wurtzel superintendente de estúdio de William Fox na Fox Film Corporation convidou Hawks para se juntar à sua empresa com a promessa de deixá-lo dirigir. Nos três anos seguintes, o cineasta dirigiu seus primeiros oito filmes (seis mudos, dois "talkies"). Hawks retrabalhou os roteiros da maioria dos filmes que dirigiu sem sempre levar o crédito oficial por seu trabalho. Ele também deu dicas nos roteiros de Honesty - The Best Policy em 1926 e Underworld (1927) de Joseph von Sternberg, famoso por ser um dos primeiros filmes de gângsters. O seu primeiro longa-metragem foi The Road to Glory que estreou em abril de 1926, com roteiro sendo baseado em uma composição de 35 páginas escrita por Hawks, tornando-o um dos únicos filmes em que ele teve amplo crédito de escrita. Atualmente, The Road to Glory é mídia perdida.

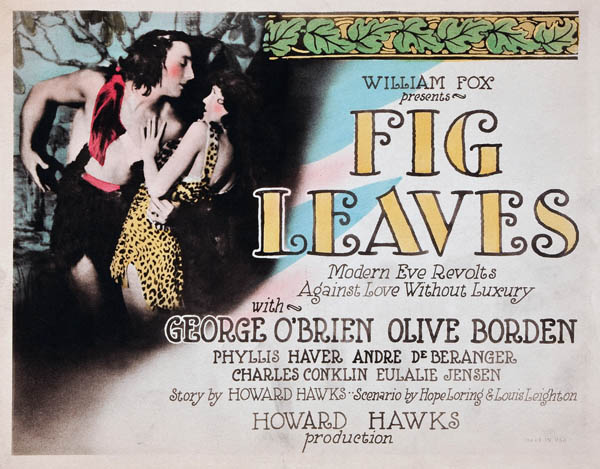
Poster da comédia Fig Leaves (1926), uma das primeiras produções de Howard Hawks valued a ser bem avaliado pela crítica.

Imediatamente após concluir The Road to Glory, Hawks começou a escrever seu próximo filme, Fig Leaves (1926) sua primeira comédia. Recebeu críticas positivas, principalmente por sua direção de arte e figurinos. Foi lançado em julho de 1926 e foi o primeiro sucesso dele como diretor. Embora tenha rejeitado principalmente seu trabalho inicial, o cineasta elogiou este filme em entrevistas posteriores.
Paid to Love é notável na filmografia de Hawks, porque foi um filme altamente estilizado e experimental, à la diretor alemão F. W. Murnau. O filme inclui tomadas de rastreamento atípicas, iluminação expressionista e edição estilística que foi inspirada pelo cinema expressionista alemão. Em uma entrevista posterior, Hawks comentou: "Não é meu tipo de coisa, pelo menos eu terminei com pressa. Você conhece a ideia de querer que a câmera faça essas coisas: agora a câmera é os olhos de alguém". Auxiliando o roteiro com Seton Miller, com quem ele iria colaborar em mais sete produções. O longa-metragem é estrelado por George O'Brien como o introvertido príncipe herdeiro Michael, William Powell como seu irmão despreocupado e Virginia Valli como o interesse amoroso de Michael, Dolores. Os personagens interpretados por Valli e O'Brien antecipam aqueles encontrados em obras posteriores do cineasta: uma showgirl sexualmente agressiva, que é um protótipo inicial da "mulher hawksiana", e um homem tímido desinteressado em sexo, encontrado em papéis posteriores interpretados por Cary Grant e Gary Cooper. Paid to Love teve suas filmagens concluídas por volta de  setembro de 1926, mas permaneceu inédito até julho de 1927 porém não teve sucesso financeiro. Cradle Snatchers foi baseado em uma peça teatral de sucesso de 1925 da dupla Russell G. Medcraft e Norma Mitchell, sendo gravado no início de 1927 e lançado em maio daquele mesmo ano e teve um relativo sucesso. Acreditava-se que estava perdido até que Peter Bogdanovich descobriu uma impressão nos cofres da 20th Century Fox, embora faltasse partes da fita. Em março de 1927, Hawks assinou um novo contrato de um ano e três filmes com a Fox e foi designado para dirigir Fazil, baseado na peça L'Insoumise de Pierre Frondaie. Ele trabalhou novamente com Seton Miller no roteiro e estava com o cronograma e o orçamento da produção estourados, o que deu início a uma rixa entre ele e Sol Wurtzel que acabaria o levando a deixar a Fox. Fazil foi concluído em agosto de 1927, embora não tenha sido lançado até junho de 1928.

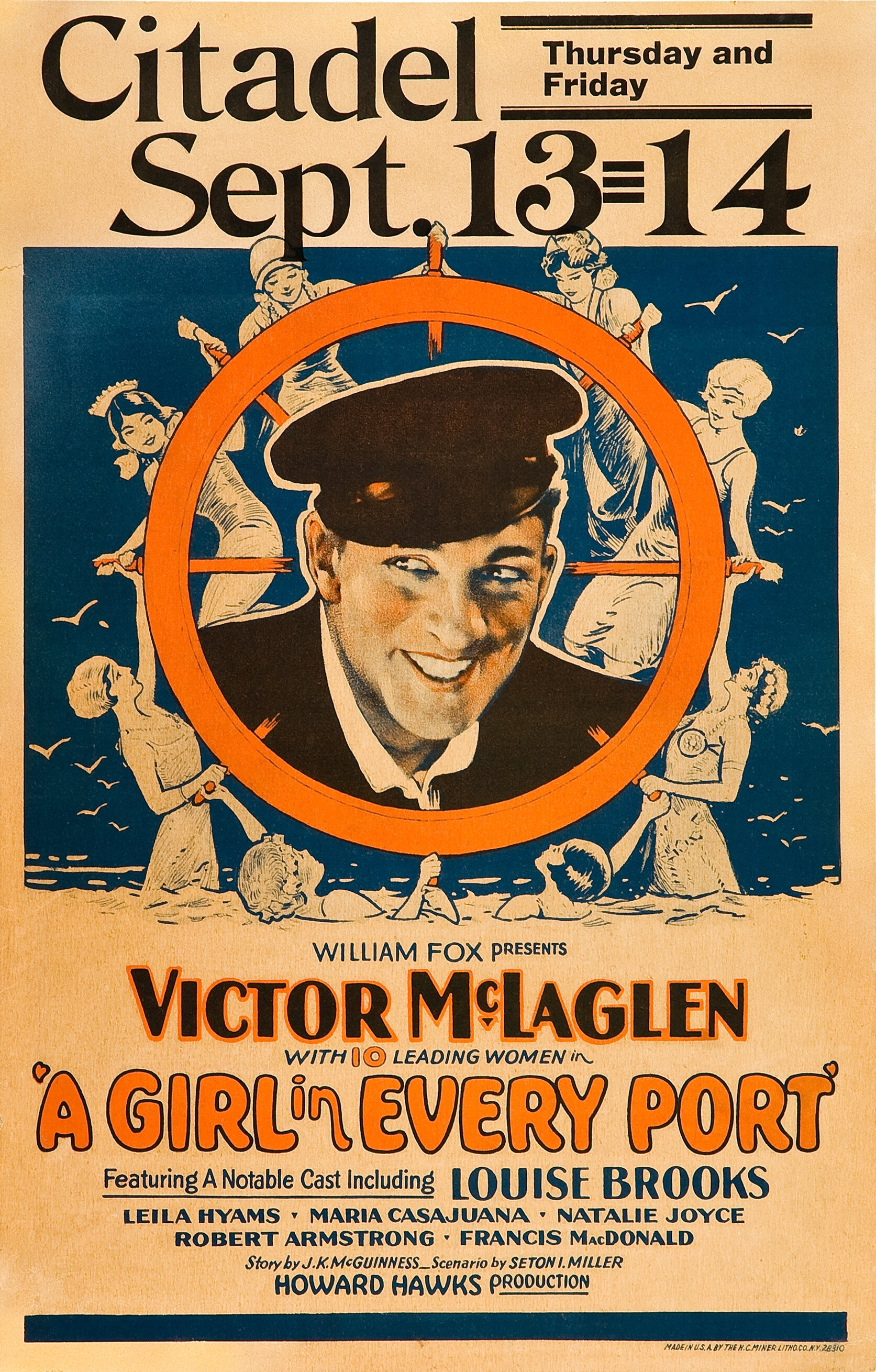
pôster de A Girl in Every Port

A Girl in Every Port é considerado pelos estudiosos como o mais importante dos filmes mudos de Hawks. É o primeiro a apresentar muitos dos temas e arquétipos que definiriam grande parte de seu trabalho subsequente. Foi sua primeira "história de amor entre dois homens", com dois homens se unindo por seus deveres, habilidades e carreiras, que consideram sua amizade mais importante do que seus relacionamentos com mulheres. Na França, Henri Langlois chamou o diretor de "o Walter Gropius do cinema" e o romancista e poeta suíço Blaise Cendrars disse que A Girl in Every Port "definitivamente marcou a primeira aparição do cinema contemporâneo". Por ultrapassar a meta de orçamento novamente, o relacionamento do cineasta com Sol Wurtzel se deteriorou. Após uma exibição antecipada que recebeu críticas positivas, Wurtzel disse afirma a Hawks: "Este é o pior filme que a Fox fez em anos". Depois de ver Louise Brooks em A Girl in Every Port, Georg Wilhelm Pabst a escalou para A Caixa de Die Büchse der Pandora (1929). The Air Circus foi a primeira produção de Hawks centrado na aviação, uma de suas primeiras paixões. Em 1928, Charles Lindbergh era a pessoa mais famosa do mundo e Asas (1927) foi um dos lançamentos mais populares do ano. Querendo capitalizar a mania da aviação no país, a Fox imediatamente comprou a história original de Hawks para The Air Circus uma variação do tema da amizade masculina sobre dois jovens pilotos. O longa-metragem foi filmado de abril a junho de 1928, mas a Fox encomendou 15 minutos adicionais de diálogos para que a película pudesse competir com os novos filmes sonoros que estavam sendo lançados. Hawks odiou o novo diálogo escrito por Hugh Herbert e se recusou a participar das refilmagens. The Air Circus lançado em setembro de 1928 e foi um sucesso moderado, sendo um dos dois longa-metragens do diretor que estão perdidos.
Trent's Last Case (1929) é uma adaptação do romance homônimo de E. C. Bentley de 1913. Hawks considerou o livro "uma das maiores histórias de detetive de todos os tempos" e estava ansioso para torná-lo seu primeiro filme sonoro. Ele escalou Raymond Griffith para o papel principal de Phillip Trent, entretanto a garganta havia sido danificada por gás venenoso durante a Primeira Guerra Mundial, e sua voz era um sussurro rouco, levando o cineasta a declarar mais tarde: "Eu pensei que ele deveria ser ótimo em filmes falados por causa daquela voz". No entanto, após filmar apenas algumas cenas, a Fox fechou Hawks e ordenou que ele fizesse um filme mudo, tanto por causa da voz do ator quanto porque eles detinham apenas os direitos legais para fazer um longa-metragem mudo. Trent's Last Case tinha trilha sonora e efeitos sonoros sincronizados, mas nenhum diálogo. Devido ao fracasso comercial do cinema mudo, nunca foi lançado nos EUA e apenas brevemente exibido na Inglaterra, onde os críticos o odiaram. A produção foi considerada mídia perdida até meados da década de 1970 e foi exibido pela primeira vez nos Estados Unidos em uma retrospectiva da filmografia do diretor em 1974. Hawks estava presente na exibição e tentou destruir a única cópia restante do longa-metragem. O contrato do cineasta com a Fox terminou em maio de 1929, e nunca mais assinou um contrato de longo prazo com um grande estúdio. Ele conseguiu permanecer como produtor-diretor independente pelo resto de sua longa carreira.

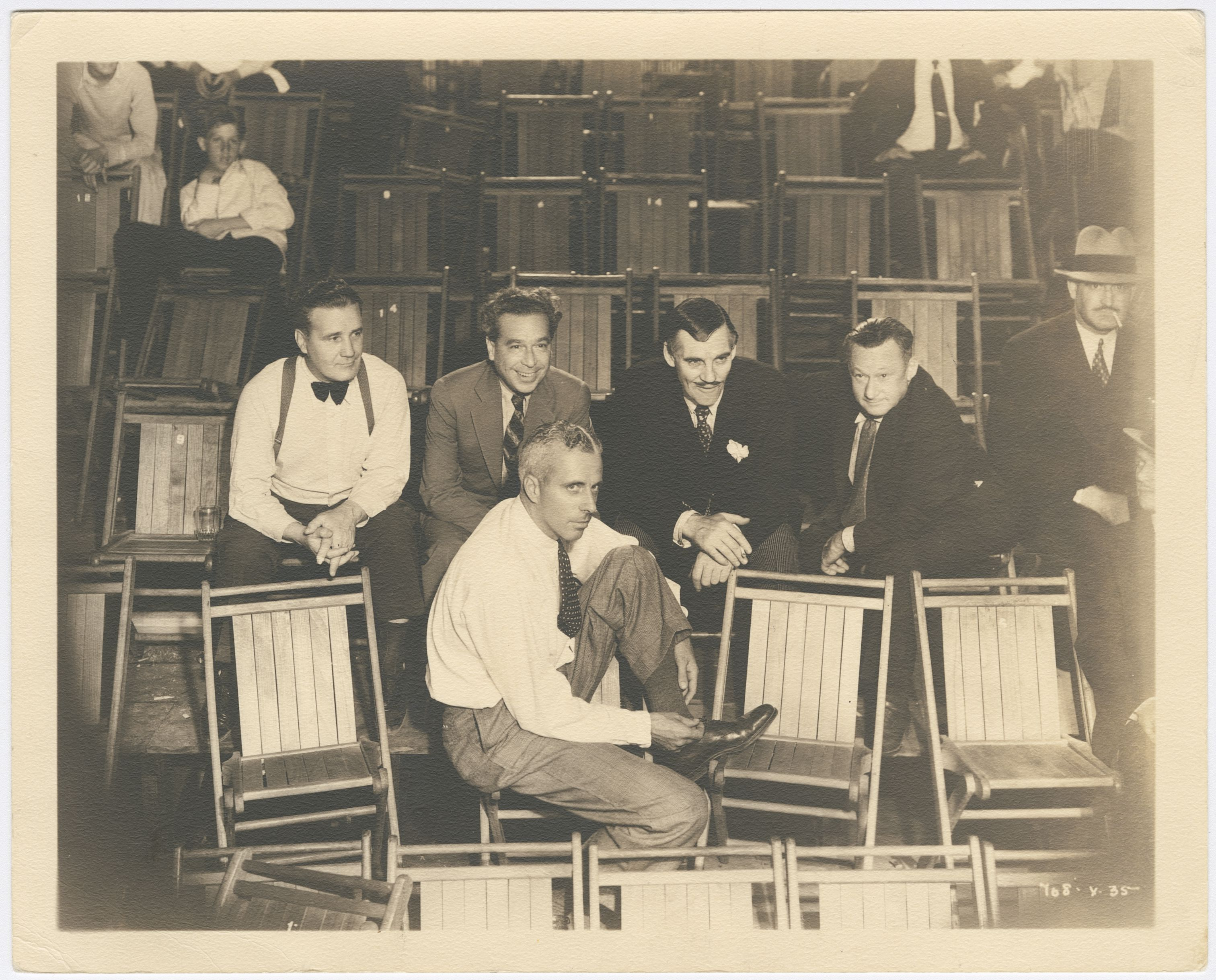
Howard Hawks em 1929-1930

### Primeiros filmes sonoros (1930–1934)
Em 1930, Hollywood estava em convulsão com o advento do cinema falado, e as carreiras de muitos atores e diretores foram arruinadas. Os estúdios passaram a recrutar atores e diretores de teatro que acreditavam serem mais adequados para filmes sonoros. Depois de trabalhar na indústria por 14 anos e dirigir muitas produções de sucesso financeiro, Howard Hawks percebeu que precisava provar que era um trunfo para os estúdios mais uma vez. Deixar a Fox em termos ruins não ajudou sua reputação, mas ele nunca recuou das brigas com os chefes dos estúdios. Após vários meses desempregado, retomou sua carreira com seu primeiro longa-metragem sonoro em 1930.

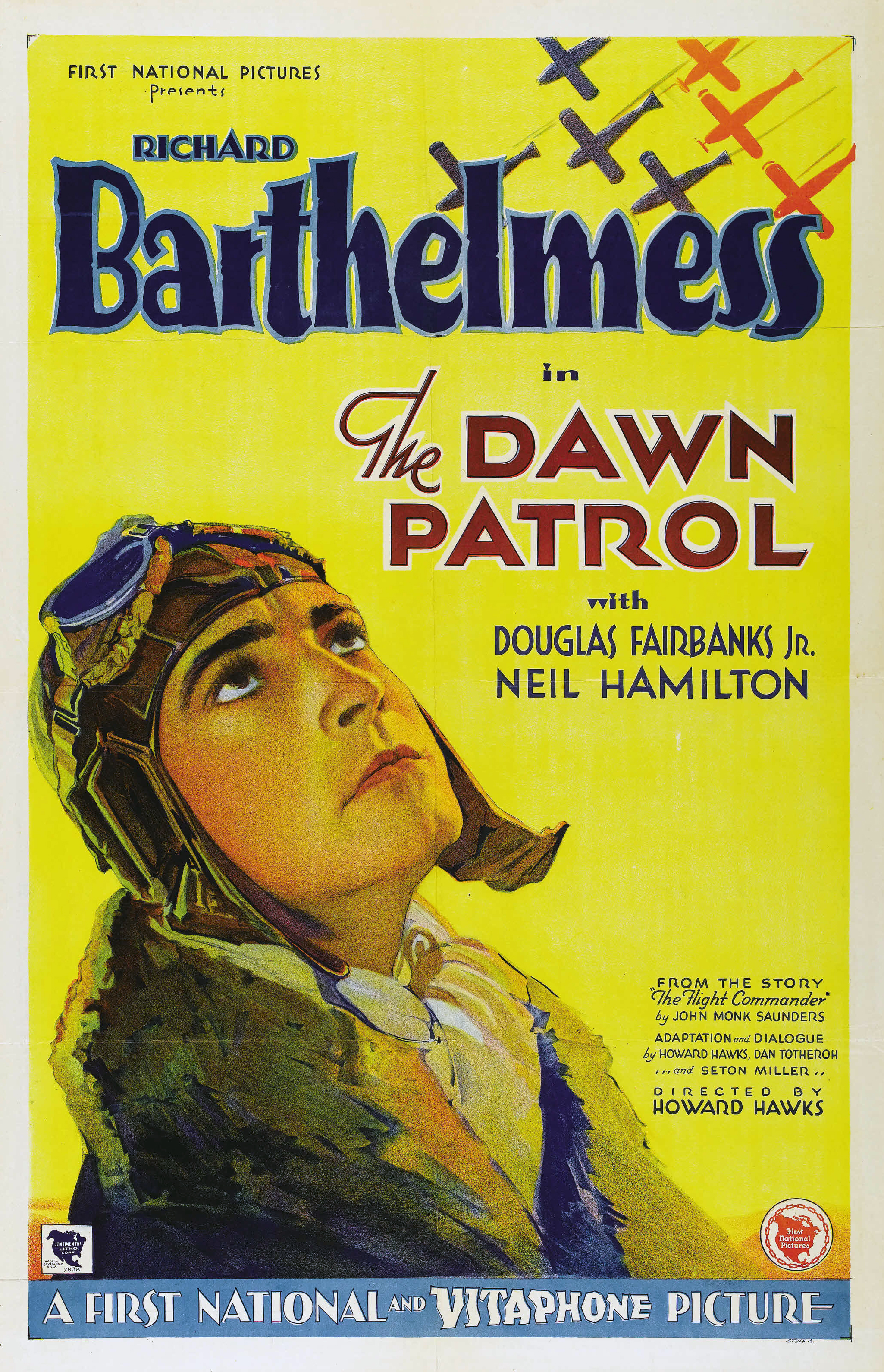
Cartaz de The Dawn Patrol

A primeira produção sonora de Hawks foi The Dawn Patrol (1930) baseado em uma história original de John Monk Saunders. Alegadamente, o cineasta pagou Saunders para colocar seu nome no filme, para que ele pudesse dirigi-lo sem despertar preocupações devido à sua falta de experiência em roteiros. Os relatos variam sobre quem teve a idéia da sinopse, mas ambos desenvolveram a história juntos e tentaram vendê-la para vários estúdios antes que a First National concordasse em produzi-la. As filmagens começaram no final de fevereiro de 1930, quase na mesma época em que Howard Hughes estava terminando seu épico de aviação da Primeira Guerra Mundial Hell's Angels, que estava em produção desde setembro de 1927. Astutamente, o diretor começou a contratar muitos dos especialistas em aviação e cinegrafistas que haviam sido empregados por Hughes, incluindo Elmer Dyer, Harry Reynolds e Ira Reed. Quando Hughes descobriu sobre o filme rival, fez tudo o que pôde para sabotar The Dawn Patrol. Ele assediou Hawks e outros funcionários do estúdio, contratou um espião que foi rapidamente capturado e, finalmente, processou a First National por violação de direitos autorais. O produtor finalmente desistiu do processo no final de 1930, pois ele e o cineasta se tornaram bons amigos durante a batalha judicial. As filmagens foram concluídas no final de maio de 1930 e estreou em julho, estabelecendo um recorde de bilheteria na primeira semana no Winter Garden Theatre em Nova York. O sucesso de The Dawn Patrol permitiu que o diretor ganhasse respeito no campo da produção cinematográfica e lhe permitiu passar o resto de sua carreira como cineasta independente, sem a necessidade de assinar contratos de longo prazo com estúdios específicos.
Hawks não se dava bem com o executivo da Warner Brothers, Hal B. Wallis e seu contrato permitiu que ele fosse emprestado a outras empresas. O diretor aproveitou a oportunidade para aceitar uma oferta de emprego de Harry Cohn da Columbia Pictures. The Criminal Code estreou em janeiro de 1931 e foi um sucesso. Entretanto, foi proibido em Chicago e sofreu censura, o que continuaria em seu próximo projeto cinematográfico. Em 1930, Hughes contratou o cineasta para dirigir Scarface, um filme de gângster vagamente baseado na vida do mafioso de Chicago, Al Capone. O longa-metragem foi concluído em setembro de 1931, mas a censura do Código Hays impediu que fosse lançado como os criadores pretendiam originalmente. Os dois homens lutaram, negociaram e fizeram acordos com o departamento de censura por mais de um ano, até que Scarface por fim, teve seu lançamento em 1932, depois de outros filmes de gângster iniciais importantes como The Public Enemy e Little Caesar. Scarface acabaria por se tornar a primeira produção em que Hawks trabalhou com o roteirista Ben Hecht que se tornou um amigo próximo e seu colaborador por 20 anos. Após a conclusão das filmagens, Hawks deixou Hughes para lutar as batalhas legais e retornou à First National para cumprir seu contrato, desta vez com o produtor Darryl F. Zanuck. Para seu próximo filme, o cineasta queria fazer um com a trama sobre sua paixão de infância: corridas de carros. Ele desenvolveu o roteiro de The Crowd Roars com Seton Miller para sua oitava e última colaboração. A produção usou pilotos de corrida reais, incluindo o vencedor das 500 Milhas de Indianápolis de 1930, Billy Arnold. The Crowd Roars estreou nos cinemas em março daquele ano e teve bom desempenho nas bilheterias.
Mais tarde, em 1932, ele dirigiu Tiger Shark estrelado por Edward G. Robinson como um pescador de atum. Nestes primeiros filmes, Hawks estabeleceu o protótipo do "Homem Hawksiano", que o crítico de cinema Andrew Sarris descreveu como "sustentado por um profissionalismo instintivo". Tiger Shark demonstrou a capacidade do cineasta de incorporar toques de humor em enredos dramáticos, tensos e até trágicos. Em 1933, Hawks assinou um contrato de três filmes com a Metro-Goldwyn-Mayer Studios, o primeiro dos quais foi Today We Live em 1933, obra ambientada na Primeira Guerra Mundial baseado em um conto de William Faulkner. As duas próximas produções dele na MGM foram o drama de boxe The Prizefighter and the Lady e o biográfico Viva Villa!. A interferência do estúdio em ambos levou o diretor a abandonar seu contrato com a MGM sem concluir nenhum deles.

### Sucesso e fim de carreira (1935–1970)
Em 1934, Hawks foi para a Columbia Pictures para fazer Twentieth Century estrelado por John Barrymore e a prima distante de Hawks, Carole Lombard. Foi baseado em uma peça de teatro de Hecht e Charles MacArthur e, junto com It Happened One Night de Frank Capra (lançado no mesmo ano), é considerado a primeira obra do gênero de comédia maluca. Em 1935, o cineasta gravou Barbary Coast com Edward G. Robinson e Miriam Hopkins. O diretor colaborou com Hecht e MacArthur em Barbary Coast e supostamente os convenceu a trabalhar no longa-metragem prometendo ensiná-los a jogar bolinhas de gude. Eles alternavam entre trabalhar no roteiro e brincar com bolinhas de gude durante os dias de trabalho. A aventura sobre aviação Ceiling Zero (1936) com James Cagney e Pat O'Brien e no mesmo ano começou a produção de Come and Get It estrelado por Edward Arnold, Joel McCrea, Frances Farmer e Walter Brennan mas foi demitido por Samuel Goldwyn no meio das filmagens, e o longa-metragem foi concluído por William Wyler.
Em 1938, Hawks fez a comédia maluca Bringing Up Baby adaptação feita por Dudley Nichols e Hagar Wilde para a RKO Pictures, com Cary Grant e Katharine Hepburn nos papéis principais. Andrew Sarris a chamou de "a mais maluca das comédias malucas". Grant interpreta um paleontólogo míope que sofre uma humilhação após a outra devido à socialite apaixonada interpretada por Hepburn. A direção artística de Bringing Up Baby girou em torno da química natural e crua entre os atores. Com Grant retratando o paleontólogo e Hepburn como uma herdeira, os papéis apenas aumentam o propósito do filme de desintegrar a linha entre o real e o imaginário. O longa-metragem foi um fracasso de bilheteria quando lançado inicialmente e, posteriormente, a RKO demitiu Hawks devido a perdas extremas; no entanto, o filme passou a ser considerado uma das obras-primas do cineasta. Sobre Hepburn, Hawks disse: "Tivemos problemas com Kate no início. O grande problema são as pessoas tentando ser engraçadas. Se elas não tentam ser engraçadas, então elas são engraçadas". O diretor seguiu lançando 11 sucessos consecutivos até 1951, com o drama de aviação Only Angels Have Wings feito em 1939 para a Columbia Pictures e estrelado por Cary Grant, Jean Arthur, Thomas Mitchell, Rita Hayworth e Richard Barthelmess.

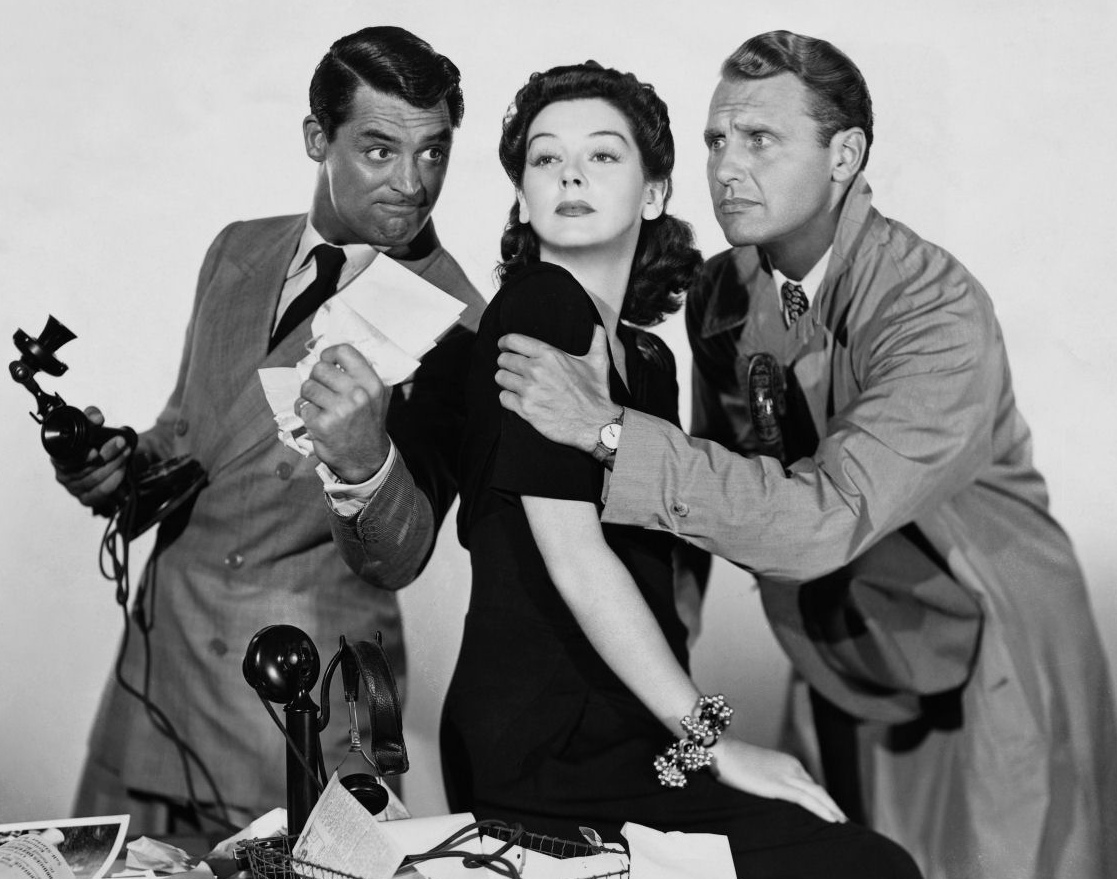
Cary Grant, Rosalind Russell e Ralph Bellamy em His Girl Friday (1940)

Howard Hawks retornou à comédia maluca com His Girl Friday (1940), estrelado por Grant e Rosalind Russell e com Ralph Bellamy. Foi uma adaptação do sucesso da Broadway The Front Page, de Hecht e MacArthur que anteriormente já havia sido adaptado como longa-metragem em 1931. David Thomson escreve que Hawks "virou The Front Page do avesso - esta é a primeira refilmagem que causou demolição (uma forma nobre). Ele disse, suponha que o editor e o repórter sejam um homem e uma mulher, um casal (recém-divorciado), e a mulher esteja prestes a deixar o jornal para se casar com um idiota decente, saudável e honesto? Assim, o entretenimento agradável se torna uma arte arrebatadora; assim, um tributo sentimental à amizade se torna uma rapsódia frenética sobre os perigos de estar apaixonado, ao mesmo tempo em que protege o amor contra todas aquelas coisas plausivelmente 'reais'". Sem esquecer a influência que Jesse Lasky teve em sua carreira inicial, em 1941, o diretor filmou Sargento York com Gary Cooper como um fazendeiro pacifista que se torna um soldado condecorado da Primeira Guerra Mundial. Hawks dirigiu e escalou Cooper como um favor específico para Lasky. Este foi o filme de maior bilheteria de 1941 e ganhou dois Oscars, de Melhor Ator e Melhor Edição, além de render ao cineasta a sua única indicação de Melhor Diretor. Mais tarde naquele ano, Hawks trabalhou com Cooper novamente em Bola de Fogo que também estrelou Barbara Stanwyck, cuja trama é uma releitura lúdica de Branca de Neve escrita por Billy Wilder e Charles Brackett. Anteriormente, o diretor começou a trabalhar no filme The Outlaw produzido (e posteriormente dirigido) por Howard Hughes , baseado na vida de Billy the Kid e com Jane Russell no elenco. As filmagens iniciais foram concluídas, mas devido ao perfeccionismo e às batalhas com o Código de Produção de Hollywood, Hughes continuou a refilmar e reeditar o filme até 1943, quando foi finalmente lançado com Hawks não creditado como diretor.

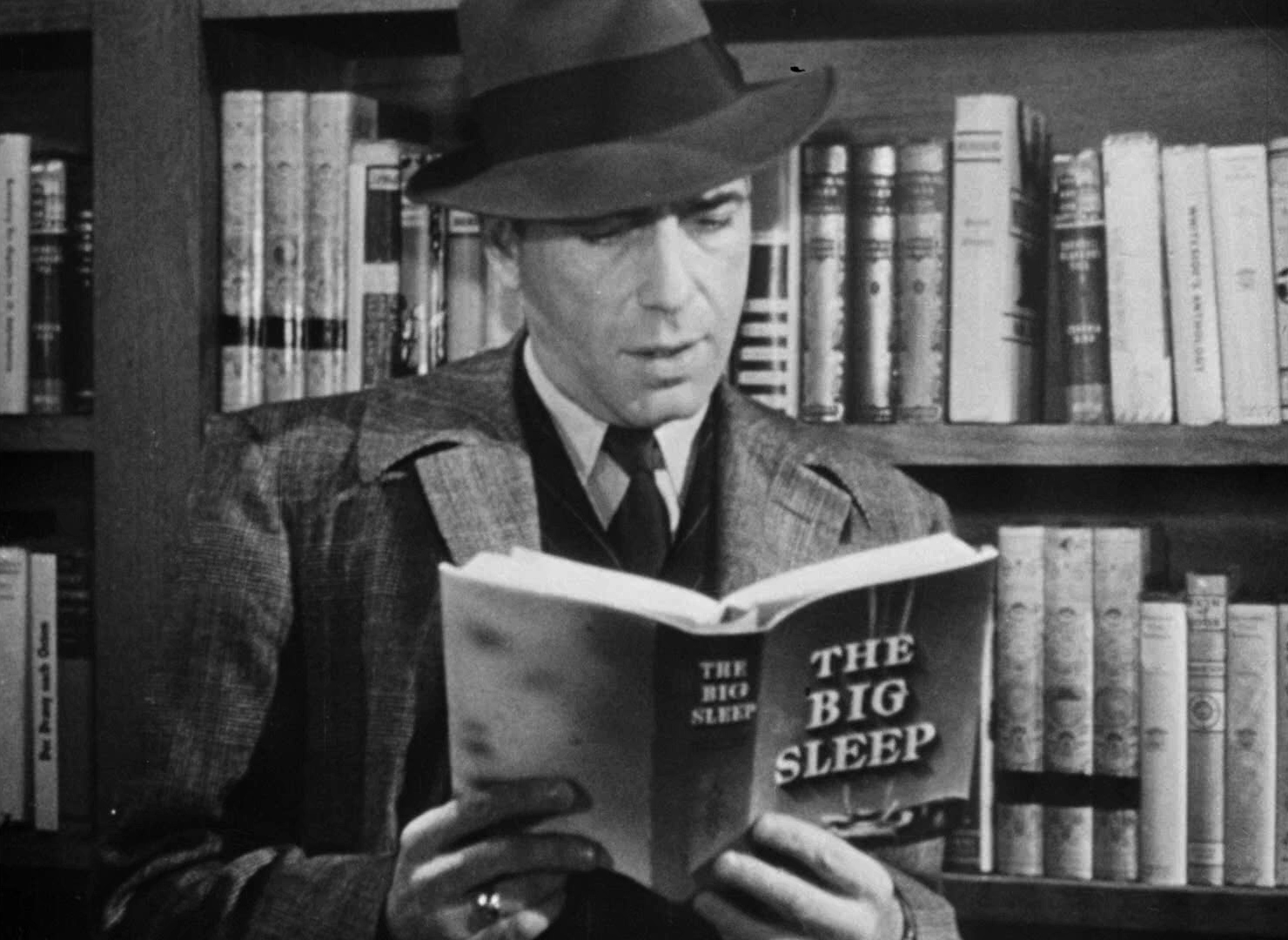
Humphrey Bogart como Philip Marlowe personagem criado por Raymond Chandler em The Big Sleep

Depois de fazer o filme da Segunda Guerra Mundial, Águias Americanas (1943), estrelado por John Garfield e escrito por Nichols, Hawks fez duas produções com Humphrey Bogart e Lauren Bacall. To Have and Have Not (1944) é uma adaptação de um romance de Ernest Hemingway, o diretor era um amigo próximo de Hemingway e fez uma aposta com o autor de que ele poderia fazer um bom filme do "pior livro" de Hemingway. Hawks, William Faulkner e Jules Furthman colaboraram no roteiro, sobre um capitão de barco de pesca americano trabalhando na Martinica após a Queda da França em 1940. Bogart e Bacall se apaixonaram no set e casaram-se logo depois. Inicialmente To Have and Have Not foi comparado negativamente com Casablanca (1942) mas com o tempo recebeu análises mais positivas destacando-se a química entre os protagonistas. É o único filme com contribuições de dois laureados com o Nobel, Hemingway e Faulkner. Hawks se reuniu com Bogart (Philip Marlowe) e Bacall em 1945 e 1946 com À Beira do Abismo, baseado no romance policial de Raymond Chandler. Uma versão inicial de 1945 foi substancialmente recortada para incluir o lançamento final de 1946 nos EUA com cenas adicionais enfatizando a química especial de réplica entre Bogart e Bacall. O roteiro também reuniu Faulkner e Furthman, além de Leigh Brackett. Chandler, que havia sido indicado ao Oscar como coautor do roteiro de Double Indemnity (1944), não foi convidado para ajudar na adaptação de seu romance mais vendido. O filme contou com Dorothy Malone em seu primeiro papel de destaque, em uma parte que foi amplamente improvisada. Hawks disse sobre sua cena: "Fizemos isso simplesmente porque a garota era muito bonita. Isso me ensinou uma grande lição: se você fizer uma boa cena, se pudermos fazer algo divertido, o público concorda imediatamente." O enredo é notoriamente complicado; o cineasta lembrou que "nunca descobri o que estava acontecendo, mas achei que o básico tinha ótimas cenas e era um bom entretenimento. Depois disso, eu disse: 'Nunca mais vou me preocupar em ser lógico".
Em 1948, Hawks lançou Rio Vermelho um faroeste épico que lembrava Mutiny on the Bounty (1935), estrelado por John Wayne e Montgomery Clift. Mais tarde naquele ano, ele filmou uma releitura de seu Bola de Fogo (1941) intitulada de A Song Is Born desta vez com Danny Kaye e Virginia Mayo nos papéis principais. Esta versão segue o mesmo enredo, mas dá mais atenção à música jazz popular e inclui lendas do gênero como Tommy Dorsey, Benny Goodman, Louis Armstrong, Lionel Hampton e Benny Carter interpretando a si mesmos. No ano seguinte, o diretor voltou-se para a comédia maluca em I Was a Male War Bride com Cary Grant sendo o par romântico de Ann Sheridan.

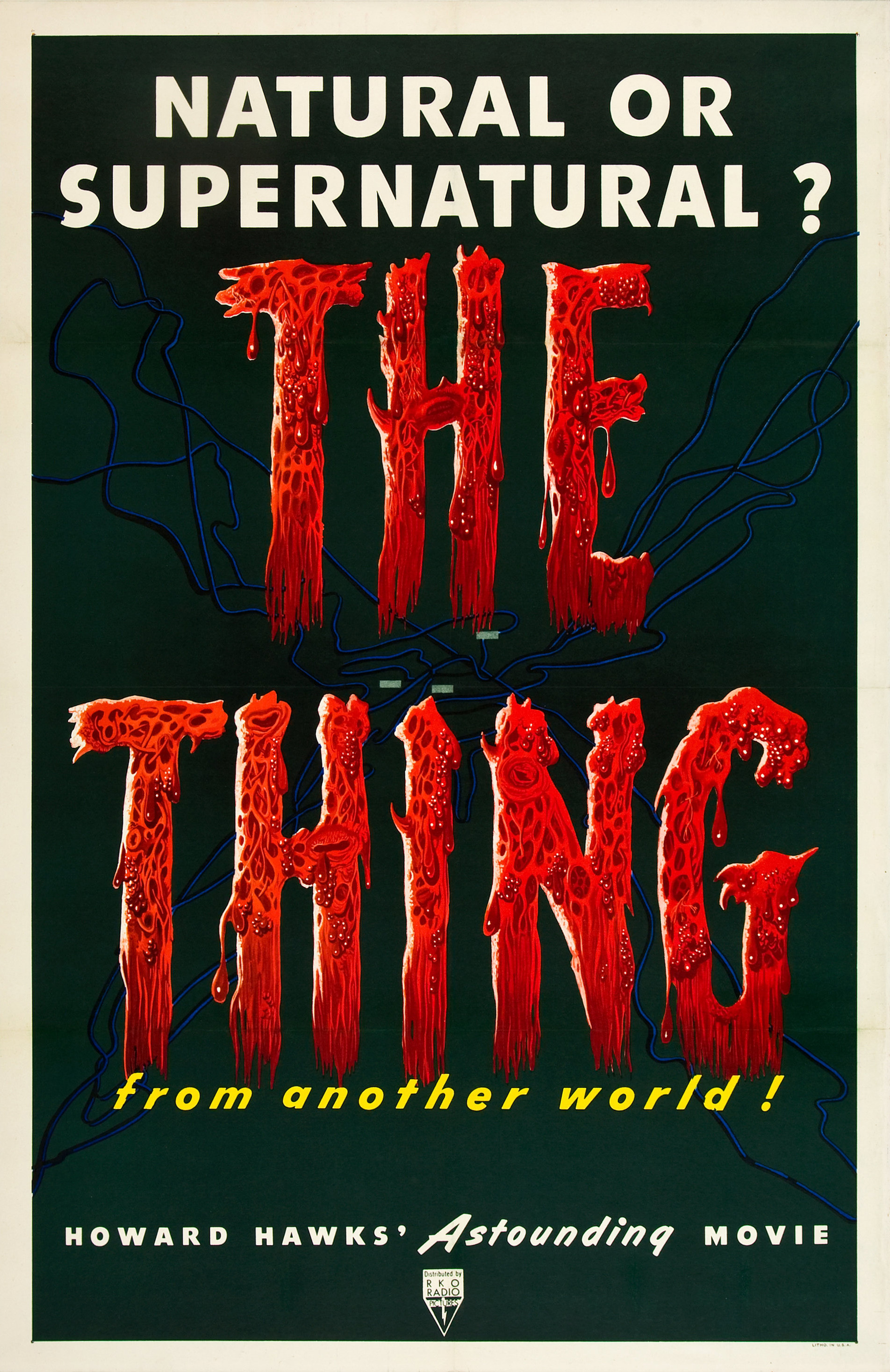
Cartaz de The Thing from Another World

Em 1951, Hawks produziu, e de acordo com alguns, dirigiu, um filme de ficção científica, The Thing from Another World. O diretor John Carpenter que filmou o remake da obra declarou: "E vamos deixar as coisas claras. O filme foi dirigido por Howard Hawks. Visivelmente dirigido por Howard Hawks. Ele deixou seu editor, Christian Nyby levar o crédito. Mas o tipo de sentimento entre os personagens masculinos - a camaradagem, o grupo de homens que tem que lutar contra o mal - é tudo puramente hawksiano". Segue-se então o faroeste The Big Sky (1952) com Kirk Douglas e logo depois a comédia maluca Monkey Business que tem participações especias de Marilyn Monroe e Ginger Rogers a qual o crítico John Belton chamou o filme de "a comédia mais orgânica" do cineasta. O diretor também dirigiu em 1952 um segmento de O. Henry's Full House que inclui contos do escritor O. Henry encenados por vários cineastas. Um curta-metragem produzido por Howard Hawks intitulado de The Ransom of Red Chief estreou naquele ano com Fred Allen, Oscar Levant e Jeanne Crain no elenco.
Em 1953, Hawks fez Os Homens Preferem as Loiras que ficou conhecido pela famosa sequência de Marilyn Monroe cantando "Diamonds Are a Girl's Best Friend" que adentrou na cultura popular americana sendo recriada por vários artistas e muitos críticos argumentam que o filme é a única versão feminina do gênero "buddy film". O coreógrafo Jack Cole é geralmente creditado pela encenação dos números musicais, enquanto Hawks é pela direção das demais cenas. Em 1955, o diretor filmou Terra dos Faraós um épico de espada e sandália sobre o antigo Egito, estrelado por Jack Hawkins e Joan Collins. Em 1959, o cineasta voltou a trabalhar com John Wayne em Rio Bravo, também estrelado por Dean Martin, Ricky Nelson e Walter Brennan como quatro homens da lei "defendendo o forte" de sua prisão local, na qual um criminoso local aguarda julgamento enquanto sua família tenta libertá-lo. O roteiro foi escrito por Furthman e Leigh Brackett, que já haviam colaborado com o diretor anteriormente em À Beira do Abismo (1946). O crítico de cinema Robin Wood disse que se ele "fosse solicitado a escolher um filme que justificasse a existência de Hollywood... seria Rio Bravo".

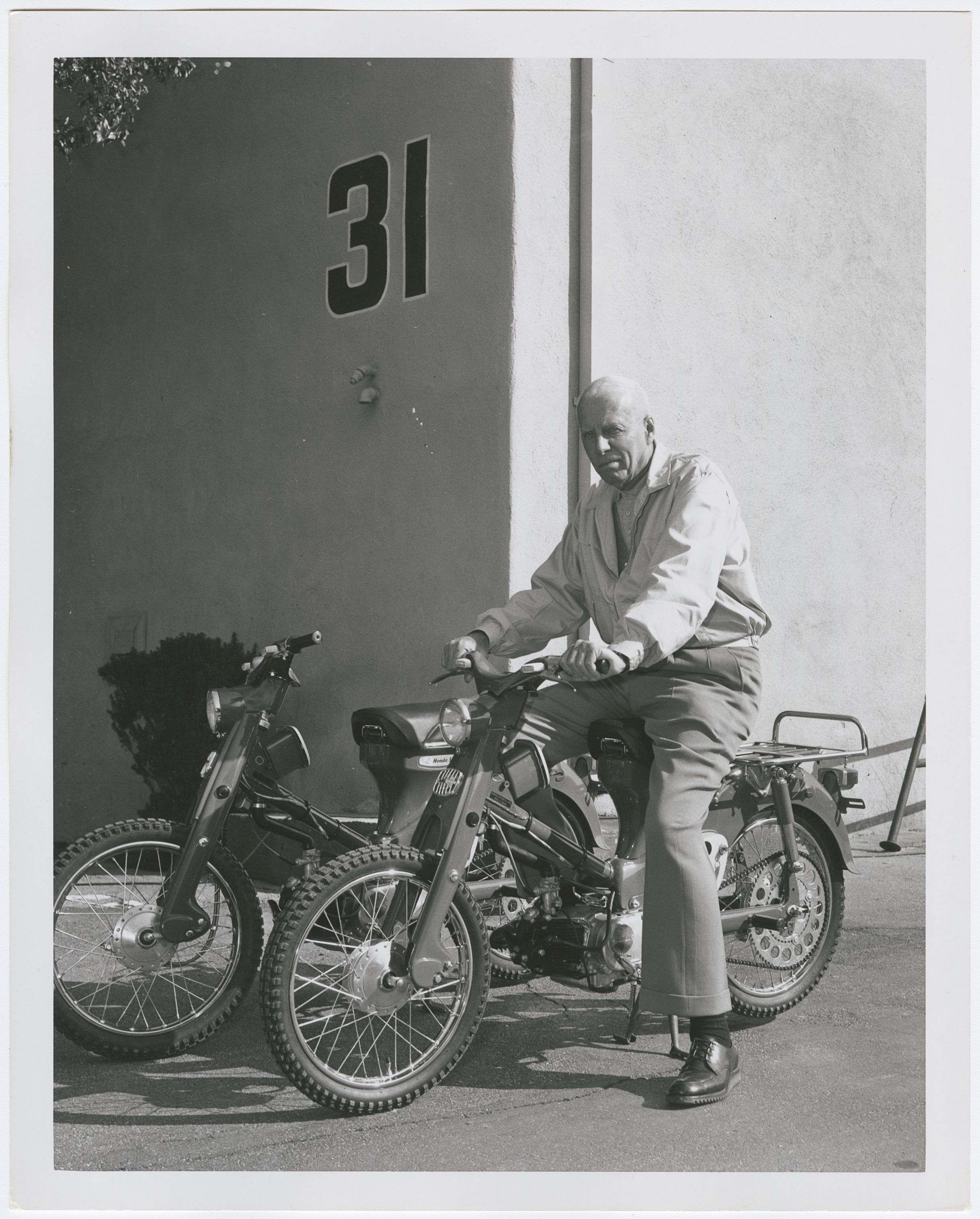
Howard Hawks em uma motocicleta

Hatari! (1962) um longa-metragem novamente com John Wayne só que desta vez interpretando um caçador de animais selvagens na África é lançado. O conhecimento de Hawks sobre mecânica permitiu que ele construísse o híbrido câmera-carro que lhe permitiu filmar as cenas de caça de Hatari!. Em 1964, o cineasta gravou sua última comédia intitulada de Man's Favorite Sport? com Rock Hudson (pois Cary Grant sentiu que ele era velho demais para o papel) e Paula Prentiss. Ele voltou a sua paixão de infância por corridas de carros  em Red Line 7000 (1965) apresentando um jovem James Caan em seu primeiro papel principal. Os dois últimos filmes de Howard Hawks foram remakes de Rio Bravo (1959): o primeiro sendo El Dorado (1966) e Rio Lobo (1970) ambos protagonizados por John Wayne. Depois de Rio Lobo, o cineasta planejou um projeto relacionado a Ernest Hemingway e "Now, Mr. Gus", uma comédia sobre dois amigos homens em busca de petróleo e dinheiro. O diretor morreu em dezembro de 1977, antes que esses projetos fossem concluídos.

## Vida pessoal

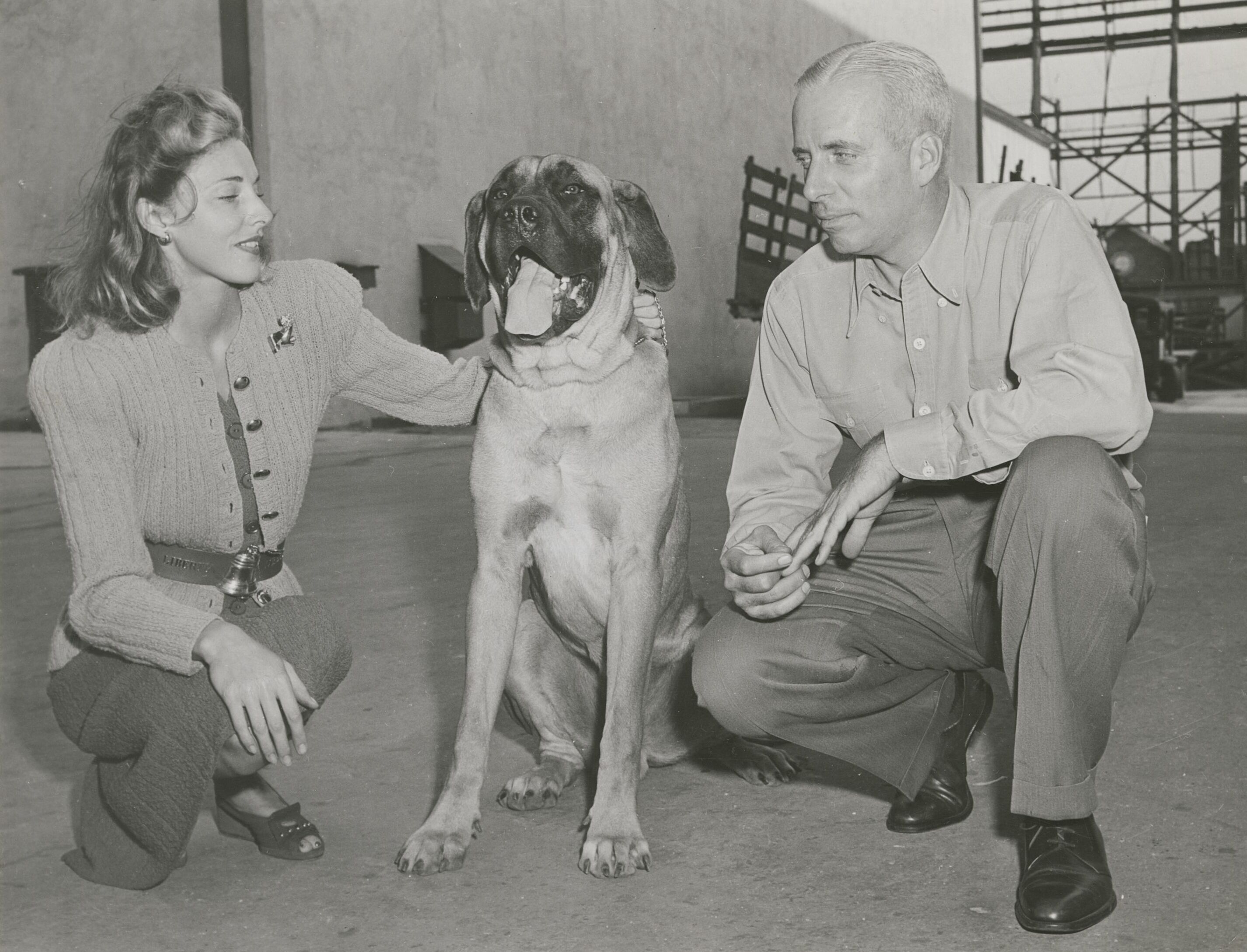
Howard Hawks com Slim Keith e um cachorro

Howard Hawks foi casado três vezes: com a atriz Athole Shearer (irmã de Norma Shearer) de 1928 a 1940 e tiveram dois filhos:Barbara e David; com a socialite e ícone da moda Slim Keith, de 1941 a 1949; e com a atriz Dee Hartford, de 1953 a 1959. David Hawks trabalhou como assistente de direção na série de televisão M*A*S*H. Sua segunda filha, Kitty Hawks nasceu de seu segundo casamento com "Slim" Keith. Hawks teve um filho com sua última esposa, Dee Hartford, que foi chamada de Gregg em homenagem ao diretor de fotografia Gregg Toland.
Junto com seu amor por máquinas voadoras, o diretor também tinha paixão por carros e motocicletas. Ele construiu o carro de corrida que venceu as 500 Milhas de Indianápolis de 1936 e também gostava de andar de motocicleta com Barbara Stanwyck e Gary Cooper. O cineasta e seu filho Gregg eram membros do Checkers Motorcycle Club e continuou pilotando até os 78 anos. Seus outros hobbies incluíam golfe, tênis, vela, corridas de cavalos, carpintaria e ourivesaria.
Hawks também era conhecido por manter amizades próximas com muitos autores americanos, como Ben Hecht, Ernest Hemingway e William Faulkner. O cineasta creditou a si mesmo a descoberta de William Faulkner e a introdução do então desconhecido escritor à Távola Redonda Algonquin. Ele e Faulkner tinham interesses mútuos em voar e beber, e o admirava os filmes do diretor o pedindo que o ensinasse a escrever roteiros e escreveu cinco roteiros, o primeiro sendo Today We Live (1933) e o último sendo Terra dos Faraós (1955). Graças ao interesse mútuo em pesca e esqui, Hawks e Ernest Hemingway viraram amigos e quase foi nomeado diretor da adaptação cinematográfica de Por Quem os Sinos Dobram (1942), após o suicídio de Hemingway, o cineasta achou difícil adaptar quaisquer obras literárias escritas por ele. Depois de chegar a lidar com com isso, na década de 1970 ele começou a planejar um projeto de filme sobre o autor e seu relacionamento com Robert Capa mas nunca começou as filmagens.
Na política, apoiou Thomas E. Dewey nas eleições presidenciais dos Estados Unidos em 1944.

## Morte
Em meados da década de 1970, a saúde do cineasta começou a piorar, embora ele permanecesse ativo. Além de estar nos estágios iniciais da doença de Parkinson nos anos que antecederam sua morte, uma lesão sofrida nas filmagens de Rio Lobo (1970) danificou gravemente uma de suas pernas.
Hawks morreu em 26 de dezembro de 1977, aos 81 anos, devido a complicações decorrentes de uma queda quando tropeçou em seu cachorro na sua casa em Palm Springs na Califórnia. Ele passou duas semanas no hospital se recuperando de sua concussão quando pediu para ser levado para casa, morrendo alguns dias depois. Sua morte foi atribuída diretamente à "doença vascular arteriosclerótica com derrame".

## Estilo

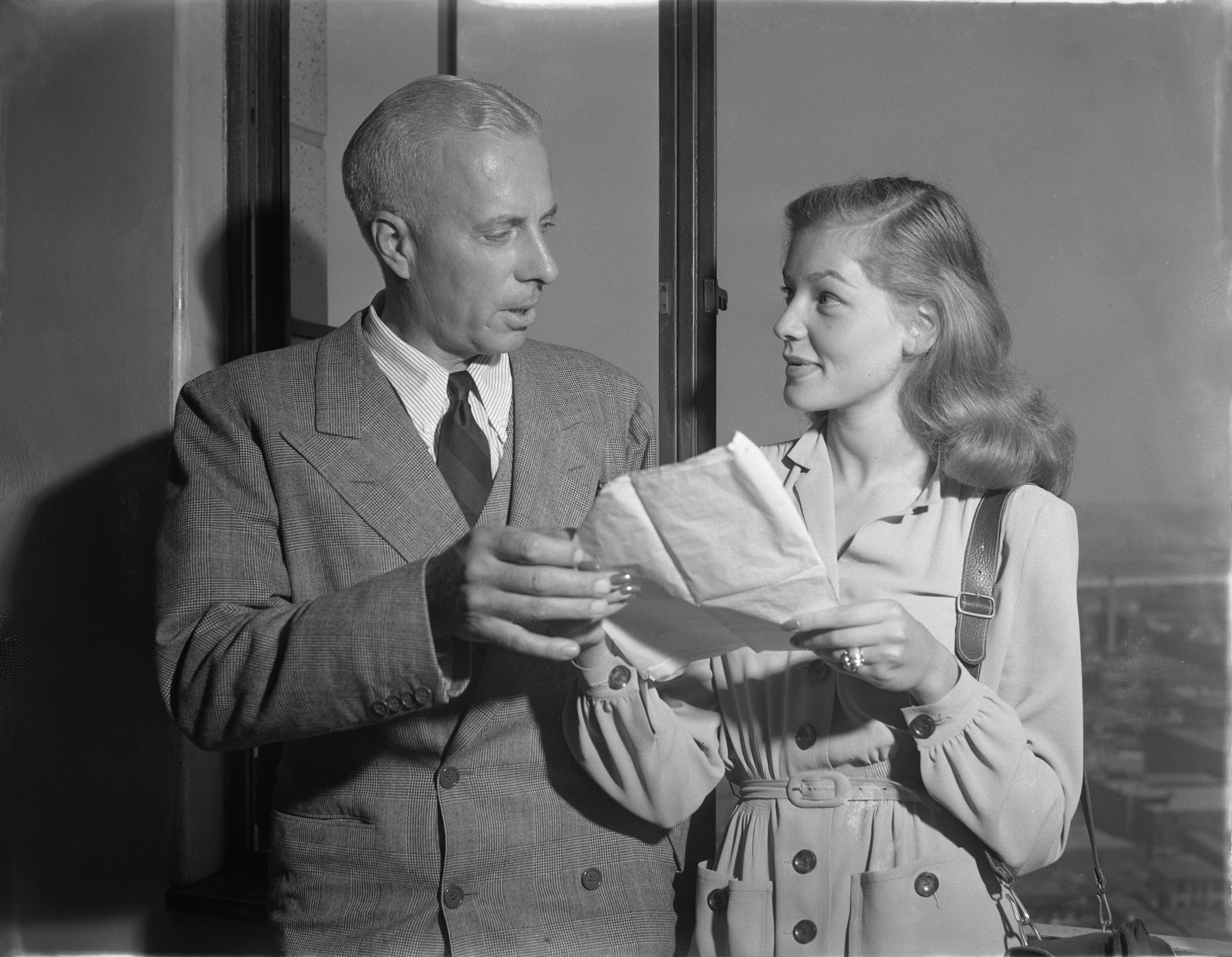
Howard Hawks e Lauren Bacall (1943)

Howard Hawks é considerado um diretor versátil cuja carreira inclui comédias, dramas, filmes de gângster, ficção científica, noir e faroestes. A própria definição funcional do cineasta é de que constitui um bom longa-metragem é característica de sua estilização prática: "três cenas boas e nenhuma ruim". Ele próprio descreveu seu estilo: "Tento contar minha história da forma mais simples possível, com a câmera na altura dos olhos. Eu apenas imagino como a história deve ser contada e eu a faço". A sua direção visualmente focava no ator e fazia questão de tirar o mínimo de tomadas possível, preservando assim um humor inerente e natural para suas sequências cômicas.
Embora Hawks não simpatizasse com o feminismo ele popularizou o arquétipo da mulher hawksiana um retrato de mulheres em papéis mais fortes e menos efeminados. Tal ênfase nunca havia sido feita na década de 1920 e, portanto, era vista como uma raridade e de acordo com Naomi Wise foi citada como um protótipo do movimento pós-feminista. Outro tema notável carregado ao longo de sua filmografia incluía a relação entre moralidade e interação humana. Nesse sentido, o cineasta tendia a retratar elementos mais dramáticos de um conceito ou enredo de forma humorística.
O diretor Orson Welles em uma conversa com Peter Bogdanovich comparou Hawks a John Ford: "Hawks é uma grande prosa; Ford é poesia". Hawks citou Ford como uma influência: "Ele era um bom diretor quando comecei, e eu o copiava sempre que podia. É como se você fosse um escritor, você leria Hemingway, Faulkner, John Dos Passos e Willa Cather. Apesar do trabalho de Hawks em uma variedade de gêneros de Hollywood, ele ainda manteve uma sensibilidade independente. O crítico de cinema David Thomson escreveu sobre o diretor: "Longe de ser o fornecedor manso das formas de Hollywood, ele sempre escolheu virá-las de cabeça para baixo. To Have and Have Not (1944) e The Big Sleep (1946), ostensivamente uma aventura e um suspense, são na verdade histórias de amor. Rio Bravo (1959) aparentemente um faroeste – todos usam chapéu de cowboy – é um tema de conversa cômico. As comédias ostensivas são permeadas por emoções expostas, com as visões mais sutis da guerra dos sexos e com um reconhecimento irônico da incompatibilidade entre homens e mulheres". David Boxwell argumenta que a obra do cineasta "foi acusada de um escapismo histórico e adolescente, mas os fãs de Hawks se alegram com a notável evitação de sua obra da religiosidade, do batotismo, da agitação de bandeiras e do sentimentalismo de Hollywood".

## Outros trabalhos
Além de sua carreira como diretor de cinema, Howard Hawks escreveu ou supervisionou a escrita da maioria de seus filmes e em alguns reescreveu ao mesmo tempo em que filmava as cenas. Devido à regra da Screen Writer's Guild de que o diretor e o produtor não podiam receber créditos pela escrita, Hawks raramente recebia créditos. Embora Sidney Howard tenha recebido créditos por escrever Gone with the Wind (1939), o roteiro na verdade foi escrito por uma miríade de roteiristas de Hollywood, incluindo David O. Selznick, Ben Hecht e Howard Hawks. O cineasta colaborou de forma não-creditada na escrita de Underworld (1927), Marrocos (1930), O Expresso de Xangai (1932) e Gunga Din (1939).

## Filmografia (realizador)
- 1977 - Superman
- 1970 - Rio Lobo
- 1966 - El Dorado
- 1965 - Red Line 7000
- 1964 - Man's Favorite Sport?
- 1962 - Hatari!
- 1959 - Rio Bravo
- 1955 - Land of the Pharaohs
- 1953 - Gentlemen Prefer Blondes
- 1952 - O. Henry's Full House
- 1952 - Monkey Business
- 1952 - The Big Sky

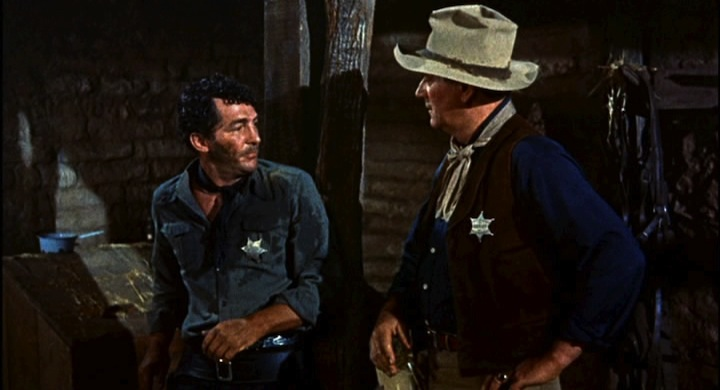
Rio Bravo.

- 1951 - The Thing From Another World
- 1949 - I Was a Male War Bride
- 1948 - A Song Is Born
- 1948 - Red River
- 1946 - The Big Sleep
- 1944 - To Have and Have Not
- 1943 - The Outlaw
- 1943 - Air Force
- 1941 - Ball of Fire
- 1941 - Sergeant York
- 1940 - His Girl Friday
- 1939 - Only Angels Have Wings
- 1938 - Bringing Up Baby
- 1936 - Come and Get It
- 1936 - The Road to Glory
- 1936  - Sutter's Gold )
- 1936 - Ceiling Zero
- 1935 - Barbary Coast
- 1934 - Twentieth Century (filme)
- 1934 - Viva Villa!
- 1933 - The Prizefighter and the Lady
- 1933 - Today We Live
- 1932 - Tiger Shark
- 1932 - The Crowd Roars
- 1932 - La Foule hurle
- 1932 - Scarface
- 1931 - The Criminal Code
- 1930 - The Dawn Patrol
- 1929 - Trent's Last Case (1929)
- 1928 - The Air Circus
- 1928 - Fazil
- 1928 - A Girl in Every Port
- 1927 - Paid to Love
- 1927 - The Cradle Snatchers
- 1926 - Fig Leaves
- 1926 - The Road to Glory

## Prêmios e reconhecimento
Em 1962, Peter Bogdanovich sugeriu que o Museu de Arte Moderna fizesse uma retrospectiva de Howard Hawks, que estava em processo de lançamento de Hatari!. Para fins de marketing, a Paramount pagou por parte da exposição, que viajou para Paris e Londres. Para o evento, Bogdanovich preparou uma monografia. Como resultado da retrospectiva, uma edição especial dos Cahiers du Cinéma foi publicada, e Hawks foi destaque em sua própria edição da revista Movie.
Em 1996, Howard Hawks foi eleito o nº 4 na lista da Entertainment Weekly dos 50 maiores diretores e no ano de 2007 a revista Total Film o classificou na quarta posição em sua lista dos "100 maiores cineastas de cinema de todos os tempos". Bringing Up Baby (1938) foi listado como número 97 no AFI 's 100 Years...100 Movies do American Film Institute e posteriormente o mesmo instituto o incluiu no AFI's 100 Years...100 Laughs junto com outros dois filmes do diretor: His Girl Friday (1940) e Ball of Fire (1941). Nas pesquisas Sight & Sound de 2012 dos maiores filmes já feitos, seis longa-metragem dirigidos por Hawks estavam entre os 250 melhores filmes da crítica: Rio Bravo (número 63), Bringing Up Baby (número 110), Only Angels Have Wings (número 154), His Girl Friday (número 171), The Big Sleep (número 202) e Red River (número 235). Seus filmes Ball of Fire, The Big Sleep, Bringing Up Baby, His Girl Friday, Only Angels Have Wings, Red River, Rio Bravo, Scarface, Sargento York, The Thing from Another World e Twentieth Century foram considerados "culturalmente, historicamente ou esteticamente significativos" pela Biblioteca do Congresso dos Estados Unidos e incluídos no National Film Registry. Com onze longa-metragens citados, ele empata com John Ford na direção do maior número de filmes do registro.
Da indústria cinematográfica, ele recebeu três indicações para Melhor Direção em Cinema do Directors Guild of America por Red River em 1949, The Big Sky em 1953 e Rio Bravo em 1960. O cineasta também introduzido no Hall da Fama da Online Film and Television Association por sua direção em 2005. Por causa de sua contribuição à indústria cinematográfica, Howard Hawks tem uma estrela na Calçada da Fama de Hollywood em 1708 Vine Street. O diretor teve a sua única indicação ao Oscar em 1942 por Sargento York, entretanto, ganhou um Oscar honorário em 1974. Howard Hawks é frequentemente citado como "um gigante do cinema americano, cujas imagens, vistas em conjunto, representam um dos trabalhos mais consistentes, vívidos e variados do cinema mundial" e "um cineasta cujos esforços criativos ocupam um lugar de destaque no cinema mundial".

## Legado e influência
Na década de 1950, Eugene Archer, um fã de cinema, estava planejando escrever um livro sobre importantes diretores de cinema americanos, como John Ford. No entanto, depois de ler a Cahiers du Cinéma, Archer descobriu que a cena cinematográfica francesa estava mais interessada em Alfred Hitchcock e Howard Hawks. Livros não foram escritos sobre Hawks até a década de 1960, e uma biografia completa sobre Hawks não foi publicada até 1997, vinte anos após sua morte. O crítico de cinema Andrew Sarris citou o cineasta como "o diretor de Hollywood menos conhecido e menos apreciado de qualquer estatura". De acordo com o professor de estudos de cinema Ian Brookes, Hawks não é tão conhecido quanto outros diretores, por causa de sua falta de associação com um gênero específico, como Ford com faroestes e Hitchcock com thrillers. Ele trabalhou em muitos gêneros, incluindo gangster, filme noir, comédia musical, comédia romântica, comédia maluca, faroeste, aviação e ação. Além disso, o cineasta preferiu não se associar a grandes estúdios durante sua produção cinematográfica. Ele trabalhou para todos os grandes estúdios pelo menos uma vez em contrato de curto prazo, mas muitos de seus filmes foram produzidos em seu próprio nome. A simplicidade de suas narrativas e histórias também pode ter contribuído para seu sub-reconhecimento. Comercialmente, seus filmes foram bem-sucedidos, mas ele recebeu pouca aclamação da crítica, exceto por uma indicação ao Oscar de Melhor Diretor por Sargento York (a qual perdeu para John Ford por How Green Was My Valley) e um Oscar Honorário dado a ele dois anos antes de sua morte.
Alguns críticos limitam Hawks por seus filmes de ação, descrevendo como um diretor que produziu obras com um "viés masculino", no entanto, as cenas de ação nas produções do cineasta eram frequentemente deixadas para diretores de segunda unidade, e ele na verdade preferia trabalhar em ambientes fechados. O estilo do cineasta é difícil de interpretar porque não há relação reconhecível entre seu estilo visual e narrativo como nos filmes de seus diretores contemporâneos. Como seu estilo de câmera foi derivado mais de seu método de trabalho do que de realização anedótica ou visual, seu trabalho de câmera é discreto, fazendo com que seus longa-metragens pareçam ter pouco ou nenhum estilo cinematográfico. Sendo, por vezes considerado como improvisado e colaborativo. A direção rápida do diretor junto com a utilização de diálogos naturais e coloquiais são citados como influência na filmografia de Robert Altman, John Carpenter e Quentin Tarantino. Seu trabalho também é admirado por Peter Bogdanovich, Martin Scorsese, Jean-Luc Godard, Clint Eastwood, Greta Gerwig, François Truffaut, Michael Mann e Jacques Rivette. Andrew Sarris em seu influente livro de crítica cinematográfica The American Cinema: Directors and Directions 1929–1968 incluiu Hawks no "panteão" dos 14 maiores diretores de cinema que trabalharam nos Estados Unidos. Brian De Palma dedicou sua versão de Scarface ao diretor e a Ben Hecht, enquanto Robert Altman afirma que His Girl Friday influencia M*A*S*H e produções subsequentes. Hawks era apelidado de "The Gray Fox" por membros da comunidade de Hollywood, graças ao seu cabelo prematuramente grisalho.
O cineasta foi considerado por alguns críticos de cinema como um Auteur, tanto por seu estilo reconhecível e uso frequente de elementos temáticos específicos, quanto por sua atenção a todos os aspectos de seus filmes, não apenas à direção. Hawks era venerado pelos críticos franceses associados aos Cahiers du cinéma, que intelectualizaram seu trabalho de uma forma que o próprio diretor achou moderadamente divertida (seu trabalho foi promovido na França pelo cinema The Studio des Ursulines). Embora ele não tenha sido levado a sério pelos críticos britânicos do círculo Sight & Sound outros escritores britânicos independentes, como Robin Wood por exemplo que considerou Rio Bravo (1959) o melhor longa-metragem de todos os tempos. David Thomson escreve que "Havia um absurdista em Hawks e um deleite nabokoviano na mistura por si só. Assim, de uma forma muito importante, esse aparente americano pode ter sido contra a corrente de seu tempo e lugar. Isso pode ajudar a explicar por que os filmes crescem em admiração".